# 万里小路秀房
万里小路秀房（までのこうじ ひでふさ、明応元年（1492年） - 永禄6年（1563年）11月12日）は、戦国時代中期の公卿。法名は等祺、院号は龍証院。初名は万里小路量房。

## 官歴
- 永正3年（1506年）：右兵衛佐
- 永正4年（1507年）：右少弁、蔵人
- 永正5年（1508年）：正五位下
- 永正6年（1509年）：正五位上
- 永正7年（1510年）：右中弁
- 永正14年（1517年）：正四位下
- 永正15年（1518年）：左中弁、蔵人頭
- 永正17年（1520年）：正四位上
- 永正18年（1521年）：右大弁、参議
- 大永2年（1522年）：従三位、近江権守、造興福寺長官
- 大永4年（1524年）：正三位、左大弁
- 大永5年（1525年）：権中納言
- 享禄3年（1530年）：従二位
- 天文5年（1536年）：正二位、権大納言
- 天文15年（1546年）：内大臣
- 天文20年（1551年）：出家のため致仕

## 系譜
- 父：万里小路賢房
- 弟：阿野秀時
- 子：万里小路惟房